# John Strange Jocelyn (5e comte de Roden)
John Strange Jocelyn, 5e comte de Roden, (né à Tollymore Park House, Bryansford, comté de Down, 5 juin 1823 - décédé à Londres, en Angleterre, le 3 juillet 1897) est un soldat anglo-irlandais et un pair représentatif. Il est le fils de Robert Jocelyn (3e comte de Roden), et hérite du titre après la mort de son neveu Robert Jocelyn (4e comte de Roden) en 1880. 

## Biographie
Il fait ses études à Harrow. Lieutenant-colonel des Scots Guards, il sert pendant la guerre de Crimée, en étant présent lors des batailles d'Alma, de Balaclava et d'Inkerman. Il commande ensuite le 2e Corps Jäger, la Légion allemande britannique. Il reçoit la Légion d'honneur française et l'ordre turc de la Medjidie . Il occupe le poste de sous-lieutenant du comté de Down . 
Il siège à la Chambre des Lords en tant que baron Clanbrassil, titre que son père avait obtenu en 1821, de 1880 jusqu'à sa mort, bien qu'il n'y ait apporté aucune contribution . À sa mort, le titre de baron Clanbrassil s'est éteint; le comté de Roden passe à son cousin germain William Henry Jocelyn (1842 - 1910). 
Les Jocelyn étaient de grands propriétaires fonciers, principalement dans le comté de Down et le comté de Louth. 
Jocelyn épouse Sophia Hobhouse (1832 - 1916) en 1851; ils ont une fille, Violet Jocelyn (1858-1925). Il est enterré dans l'église Great St. Mary à Sawbridgeworth, Hertfordshire. 
Il y a un dessin au crayon de Jocelyn dans la National Portrait Gallery de Frank Sargent. 